# Balangao jezik
Balangao jezik (balangao bontoc, balangaw, farangao; ISO 639-3: blw), austronezijski jezik naroda Balangao s filipinskog otoka Luzon. Pripada skupini sjevernoluzonskih jezika, i jedini je predstavnik podskupine Balangaw.
21 300 govornika (2000); piše se na latinici.

## Vanjske poveznice
- Ethnologue (14th)
- Ethnologue (15th)